# Dennis Brain
Dennis Brain, född 17 maj 1921, död 1 september 1957, var en engelsk valthornist.
Dennis Brain växte upp i en musikalisk familj där hans far, farbror och farfar spelade valthorn. Han visade tidigt intresse för instrumentet och hans debut skedde 1938 då han tillsammans med fadern spelade Johann Sebastian Bachs första Brandenburgkonsert i Queen's Hall.
Efter att ha varit hornsolist i en blåsorkester, RAF Central Band, under andra världskriget fick han flera anbud att spela i olika orkestrar. Han var efter kriget solohornist i både The Royal Philharmonic Orchestra och Philharmonia Orchestra. 
Brain tillhörde de mest eftertraktade hornisterna i världen. Kompositörer som Benjamin Britten, Paul Hindemith och Malcolm Arnold komponerade verk direkt för Brain. 
Efter sin första inspelning (Mozarts Divertimento nr. 17) gjorde Dennis Brain ett flertal skivinspelningar, däribland alla Mozarts och Richard Strauss' hornkonserter.

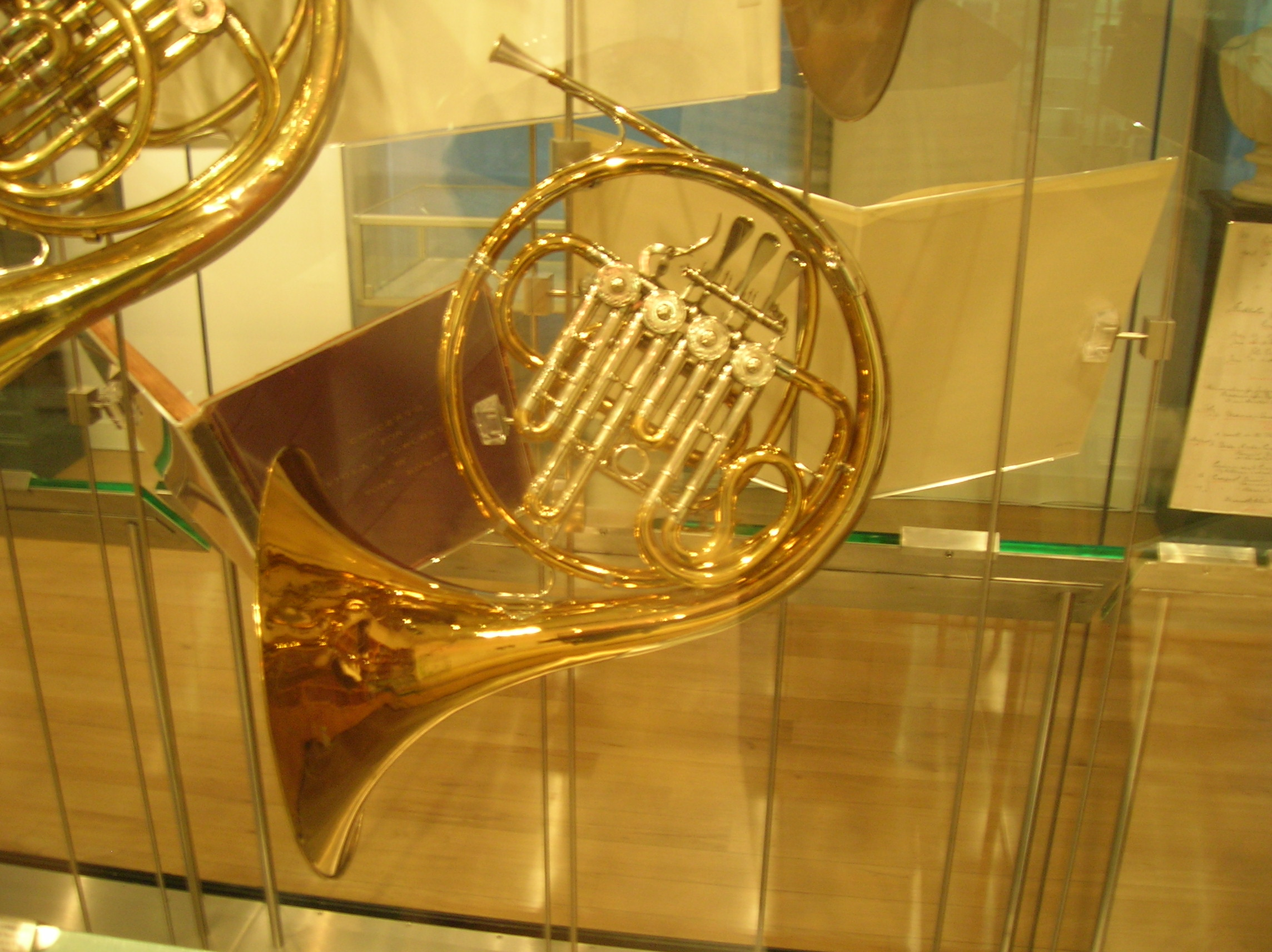
Det valthorn Brain hade i bilen när han omkom.

Dennis Brain omkom 1957 i en bilolycka nära Barnet på väg hem från en konsert i Edinburgh i sin sportbil av typen Triumph TR2. Det valthorn han hade i bilen skadades i olyckan men har senare restaurerats. Hornet står nu utställt på Royal Academy of Music i London
Efter hans död skrev Francis Poulenc Elegie for Horn and Piano till minne av Brain. Verket uruppfördes 1 september 1958, exakt ett år efter Brains död, av Neill Sanders på valthorn och Poulenc själv på piano. Till 50-årsdagen av Brains död skrevs ett nytt verk av Sir Peter Maxwell Davies med titeln Fanfare: a salute to Dennis Brain. Verket uruppfördes 15 mars 2007 av Michael Thompson.